# Stegastes diencaeus
Stegastes diencaeus, thường được gọi là cá thia vây dài, là một loài cá biển thuộc chi Stegastes trong họ Cá thia. Loài này được mô tả lần đầu tiên vào năm 1897.

## Phân bố và môi trường sống
S. diencaeus phân bố ở phía tây Đại Tây Dương, được tìm thấy từ Bahamas, trong vịnh Mexico từ Florida Keys và bang Veracruz, Mexico, dọc theo phía bắc Yucatan đến tây bắc Cuba và trên khắp vùng bờ biển Caribe. S. diencaeus thường sống xung quanh các rạn san hô hoặc những nơi nhiều đá dăm, trong các đầm phá hoặc những khu vực ven biển, ở độ sâu khoảng 2 – 45 m.

## Mô tả
S. diencaeus trưởng thành dài khoảng 12,5 cm. Thân của S. diencaeus có màu xám nâu sẫm, lớp vảy lớn có viền đen. Thường có một lớp màu vàng nhạt trên đầu, gáy, và ở phía dưới phần gai của vây lưng. Có đốm đen ở vây ngực. Vây hậu môn dài và nhọn, vươn tới tận gốc đuôi. Các vây có viền màu xanh. Cá con có màu sắc sặc sỡ, thân có màu vàng cam với 2 dải màu xanh sáng trên đầu, kéo dài đến vây lưng. Cuối vây lưng có đốm đen lớn viền xanh lam.
Số ngạnh ở vây lưng: 12; Số vây tia mềm ở vây lưng: 15 - 16; Số ngạnh ở vây hậu môn: 2; Số vây tia mềm ở vây hậu môn: 13.
Thức ăn của S. diencaeus là rong tảo và các động vật không xương sống (giun, hải quỳ, giáp xác). S. diencaeus sinh sản theo cặp, trứng bám dính vào đáy biển và được bảo vệ bởi cá đực. S. diencaeus có tính lãnh thổ và hung dữ.
S. diencaeus ít được đánh bắt để phục vụ cho ngành thương mại cá cảnh. Đôi khi bị mắc vào lưới của ngư dân. Loài này có thể là con mồi của cá mao tiên.

## Hình ảnh

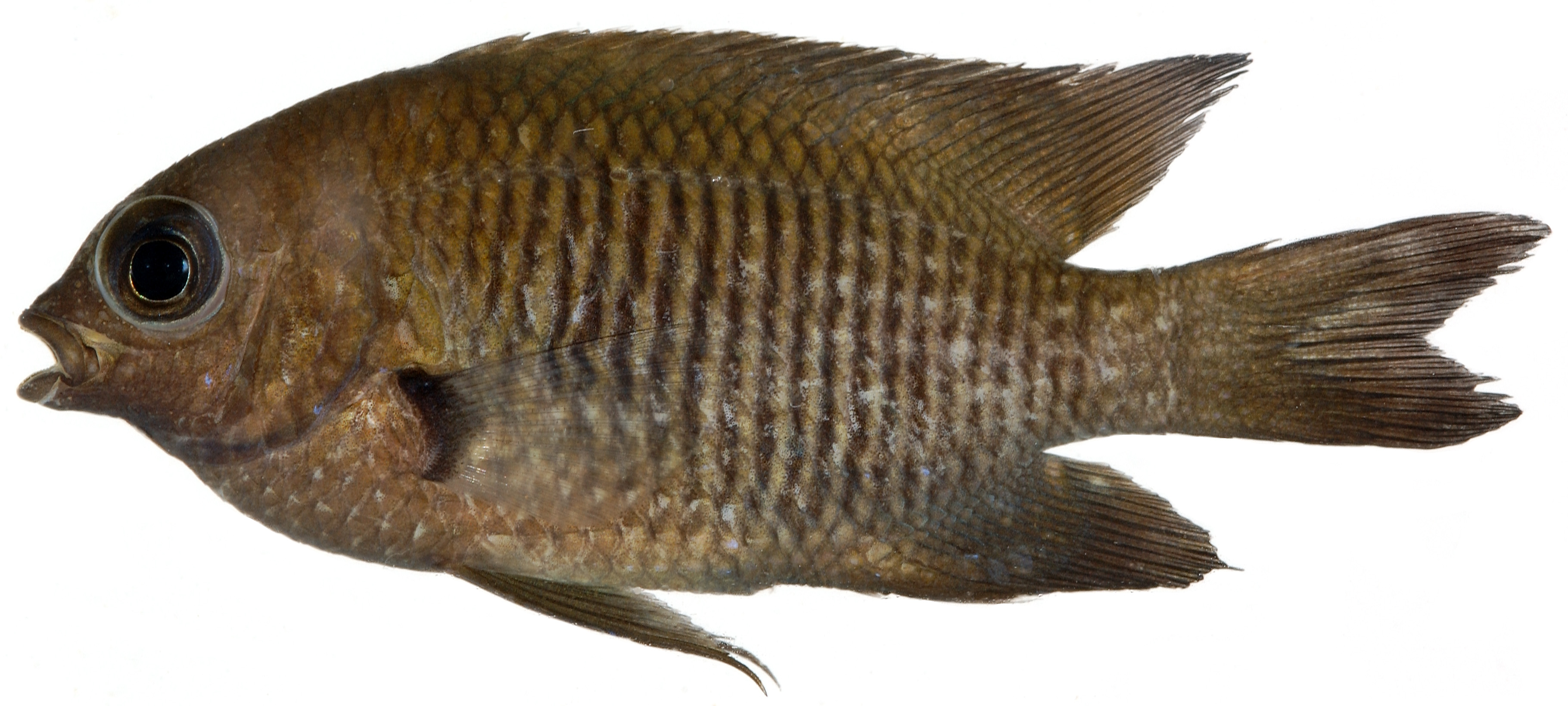
Tiêu bản cá thể trưởng thành
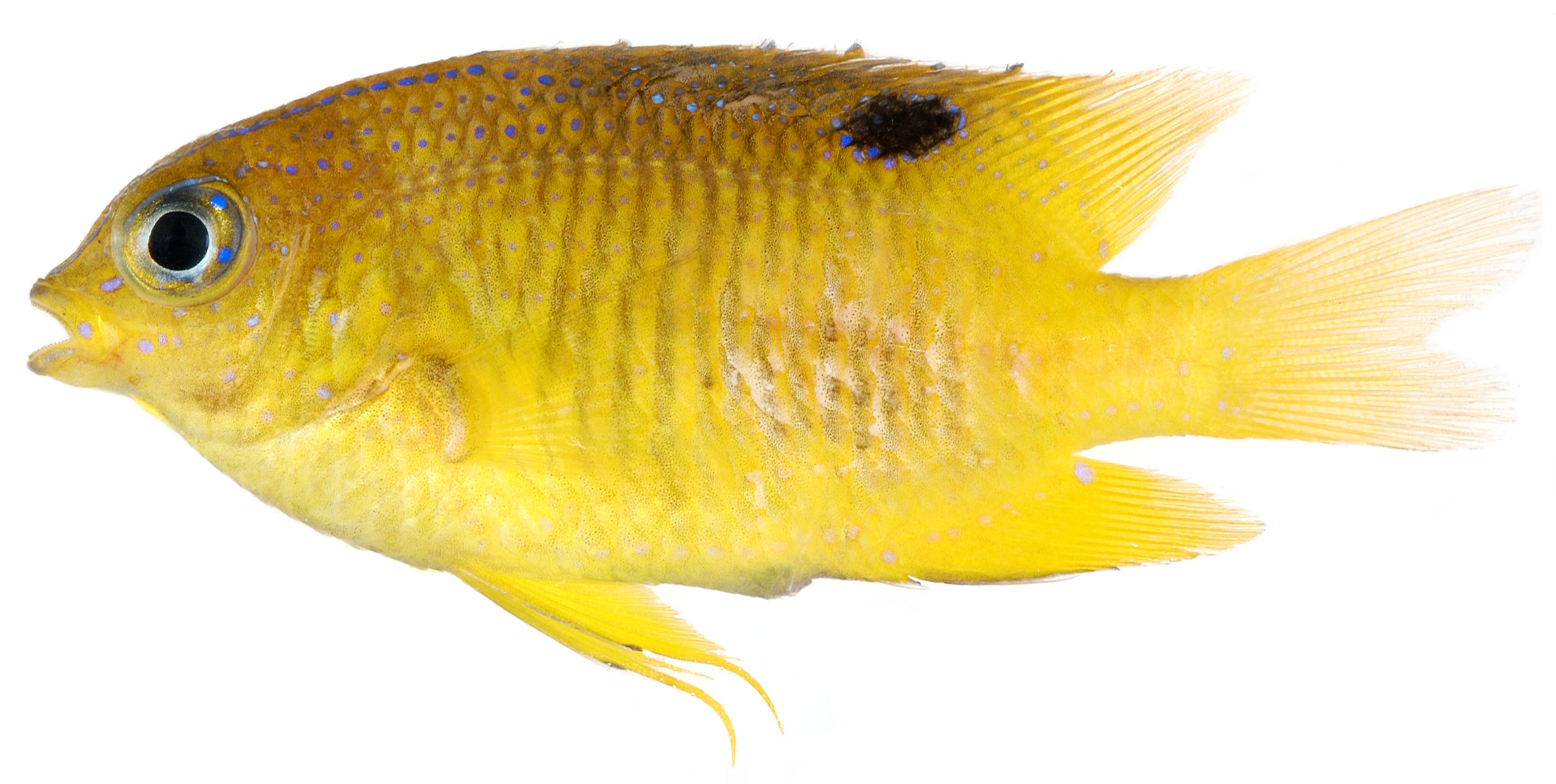
Tiêu bản cá thể con